# Frihamnen
Frihamnen é um porto localizado na margem direita do rio Gota, na ilha de Hisingen, a norte de Gotemburgo. Tem 1 937 metros de cais, e um calado de 6-9,5 metros. Este porto é gerido pelo Município de Gotemburgo e faz parte do Porto de Gotemburgo.
O Frihamn é composto por três cais:
- Bananpiren - "Cais das Bananas"
- Norra Frihamnspiren - "Cais do Norte"
- Kvillepiren - "Cais de Kville"